# Дипломатически мисии на Гамбия
Това е списък на дипломтическите мисии на Гамбия в света:

## Европа
- Белгия
  - Брюксел (посолство)
- Великобритания
  - Лондон (High Commission)
- Испания
  - Мадрид (посолство)
- Русия
  - Москва (посолство)
- Франция
  - Париж (посолство)

## Северна Америка
- Куба
  - Хавана (посолство)
- САЩ
  - Вашингтон (посолство)
  - Ню Йорк (генерално консулство)

## Южна Америка
- Венецуела
  - Каракас (посолство)

## Азия
- Тайван
  - Тайпе (посолство)

## Близък изток
- Иран
  - Техеран (посолство)
- Обединени арабски емирства
  - Абу Даби (посолство)
- Саудитска Арабия
  - Рияд (посолство)
  - Джида (генерално консулство)

## Африка
- Гана
  - Акра (High Commission)
- Гвинея-Бисау
  - Бисау (посолство)
- Етиопия
  - Адис Абеба (посолство)
- Мавритания
  - Нуакшот (посолство)
- Мароко
  - Рабат (посолство)
- Нигерия
  - Абуджа (High Commission)
  - Лагос (генерално консулство)
- Сенегал
  - Дакар (посолство)
- Сиера Леоне
  - Фрийтаун (High Commission)